# Professional Murder Music
Professional Murder Music (kurz PMM) ist eine 1999 von Roman Marisak und Jeff Schartoff gegründete US-amerikanische Metal-Band aus Los Angeles, Kalifornien. Bekannt ist die Band durch Soundtrackbeteiligungen in den Filmen Schrei, wenn du kannst, End of Days und Ginger Snaps.

## Bandgeschichte

### 1999: Gründung
Gegründet wurde PMM 1999 von Roman Marisak und Jeff Schartoff in Los Angeles. Ersterer gründete die Band Human Waste Project und sah in PMM anfangs nur ein Musikprojekt. Kurz nach der Gründung der Band holten Marisak und Schartoff den Schlagzeuger Justin Bennet zur Band, der unter anderem auch bei Bands wie Skinny Puppy, My Life with the Thrill Kill Kult und für Peter Murphy aktiv war. Zudem holten sie den Gitarristen Brian Harrah zur Band. Dieser war vorher bei der Gruppe Tura Satana aktiv. Wenige Monate nach der Gründung unterzeichnete die Band einen Vertrag bei Geffen Records und begann mit den Arbeiten am Debütalbum.

### 2001:Professional Murder Music
Gemeinsam mit dem Produzenten Josh Abraham, der unter anderem Alben von Korn und Staind mitproduzierte, fingen sie an ihr Debütalbum aufzunehmen, dass Professional Murder Music heißt. Dave Ogilvie (Skinny Puppy) und Troy Van Leeuwen (A Perfect Circle) unterstützten die Band bei ihren Aufnahmen. PMM tourte gemeinsam mit Marilyn Manson, Staind, Cold, Powerman 5000 und Kid Rock. Außerdem traten sie auf Konzerten mit Bands, wie Slipknot, Slayer und Sevendust auf. Ihr Song Slow wurde auf MTV, MTV2 und MTVX ausgestrahlt und diente dem Rapper Eminem als Musik für seine DVD Behind the Scenes. Slow, Fall Again und A Night Like This (The-Cure-Cover) sind in den Soundtracks von Schrei, wenn du kannst, Ginger Snaps und End of Days enthalten.

### 2003:Looking Through
Nach der Veröffentlichung des Albums Professional Murder Music sank das Interesse der Bandmitglieder an eine Weiterarbeit mit dem Personal des Labels und an ihrer Musik selbst, da sie unterschiedliche Visionen hatten. Während der Aufnahmen ihres neuen Albums verließen Justin Bennet und Brian Harrah die Band und Marisak musste den Gitarren-Part mit übernehmen. Bei dieser Produktion der Band waren namhafte Gastmusiker dabei, wie unter anderem Tommy Lee von Mötley Crüe am Schlagzeug (im Song Disconnect), Jason Miller von Godhead als Backgroundsänger im Song Don’t Stop und Buzz McCoy von My Life with the Thrill Kill Kult, der den Remix des Songs Something New mischte. Nach weiteren Problemen mit dem Label während der Aufnahmen des Albums gab PMM bekannt, das Album unabhängig vom Label weiter zu produzieren und zu vermarkten. Etwas später gründete die Band das Label Wormhole Records. 
Mit den Songs Start Again und All Lost Things war PMM in den Soundtrack von MTVs The Real World vertreten.
Sie gaben 2003 eine Konzert-Tour mit den Bands Dope und Pigface. Ein Jahr später gab die Band bekannt, dass diese Tour ihre erste innerhalb ihrer Bandgeschichte war. Tom Hatziemanouel von den Graves und Josh Memolo von The Union Underground verstärkten die Band während der Tour an der Gitarre und am Schlagzeug.

### 2004:From the Depths
Im Jahre 2005 beschloss die Band eine fünf Coverversionen umfassende Acoustic-EP aufzunehmen. Diese EP heißt De Profundis und wurde ebenfalls wie Looking Through (2003) unter dem Label Wormhole Records veröffentlicht. Ende 2004 stieß mit Chris Olivas von der Band Berlin ein neuer Schlagzeugspieler zur Band. Marisak ist ein langjähriger Freund Olivas.

## Diskografie
Alben
- 2001: Professional Murder Music (Geffen Records)
- 2003: Looking Through (Wormhole Records)
- 2009: Burn the Sun (Wormhole Records)

EPs
- 2005: De Profundis (Wormhole Records)

Soundtrackbeiträge
- 2001: Ginger Snaps (mit dem Stück A Night Like This)
- 2000: End of Days (mit dem Stück Slow)
- 2001: Valentine – Schrei, wenn Du kannst (mit dem Stück Fall Again)